# دعم الحياة المتقدم في الصدمات

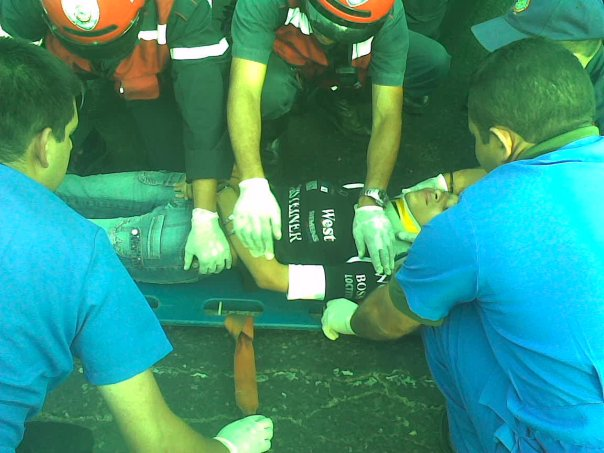

دعم الحياة المتقدم في الصدمات (Advanced Trauma Life Support - ATLS) هو برنامج تدريبي مصمم لمقدمي الخدمات الطبية لإدارة حالات الصدمة الحادة.
تم تطوير البرنامج بواسطة كلية الجراحين الأمريكية، وهو يعد من البرامج التدريبية الرائدة والمعتمدة في أكثر من 60 دولة حول العالم. في بعض الأحيان، يُطلق على البرنامج خارج أمريكا الشمالية اسم الإدارة المبكرة للصدمات الشديدة، ويركز على تعليم نهج مبسط وموحد لعلاج المرضى المصابين بالصدمة، خصوصًا في حالات الطوارئ التي تتطلب الاستجابة السريعة باستخدام فريق طبي محدود مثل طبيب واحد وممرضة واحدة.

## أهداف البرنامج
يهدف البرنامج إلى:
- معالجة التهديدات التي تهدد حياة المريض بشكل فوري.
- تبسيط خطوات التقييم والعلاج لتناسب الظروف الحرجة والمرافق الطبية ذات الموارد المحدودة.
- تعزيز مهارات الطواقم الطبية في التعامل مع الإصابات المهددة للحياة.

على الرغم من قبوله على نطاق واسع كمعيار عالمي لرعاية مرضى الصدمة، إلا أنه لا توجد أدلة قاطعة تدعم تأثيره المباشر في تحسين نتائج المرضى.

## مراحل التقييم والرعاية في البرنامج

### 1. المسح الأولي
المرحلة الأولى في التعامل مع مريض الصدمة وتهدف إلى:
تحديد الإصابات التي تهدد الحياة وبدء الإنعاش الفوري.
تنفيذ سلسلة من الخطوات المعيارية:
- تفقد مجرى الهواء: ضمان إبقاء مجرى الهواء مفتوحًا مع حماية العمود الفقري.
- التنفس والتهوية: فحص الصدر لتحديد إصابات مثل الاسترواح الصدري أو تدمي الصدر.
- الدورة الدموية والتحكم بالنزيف: إدارة النزيف الخارجي وتقييم وجود نزيف داخلي.
- الإعاقة والتقييم العصبي: تحديد مستوى وعي المريض باستخدام أدوات مثل مقياس غلاسكو للغيبوبة.
- التعرض وضبط البيئة المحيطة: تعرية المريض لفحصه بشكل كامل مع الحفاظ على حرارته وحمايته من انخفاض درجة الحرارة.

### 2. المسح الثانوي
يتم بعد استقرار حالة المريض ويتضمن تقييمًا شاملًا من الرأس إلى القدم، مع مراجعة السجل الطبي الكامل والفحوص الإضافية مثل الأشعة السينية. تُجرى إعادة تقييم مستمرة للعلامات الحيوية والإصابات.

### 3. المسح الثالث
يُركز على التقييم المتسلسل للإصابات التي قد تكون قد أُغفلت، بهدف ضمان تقديم الرعاية النهائية الشاملة.

## بدائل التدريب
يتم استخدام أجهزة المحاكاة الطبية على نطاق واسع كبديل للتدريب على الحيوانات الحية، مما يُعزز من كفاءة المتدربين ويقلل من الحاجة إلى استخدام الحيوانات. يتم تقديم برامج تدريبية متقدمة أخرى مثل التخدير والرعاية الحرجة للصدمات لتوسيع نطاق المهارات المكتسبة.

## التاريخ والتطور
نشأ برنامج ATLS في الولايات المتحدة عام 1976، عندما واجه جراح العظام د. جيمس ك. ستينر حادث طائرة أظهر أوجه القصور في نظام الرعاية الطارئة حينها. في أعقاب الحادث، عمل ستينر وزميله "بول كوليكوت" على تطوير الدورة الأولى لبرنامج ATLS عام 1978. اعتمدت الكلية الأمريكية للجراحين البرنامج رسميًا عام 1980، وسرعان ما أصبح معيارًا عالميًا لرعاية الصدمات. تُقام الدورات التدريبية بشكل دوري حول العالم، وتُعد مساهمة ستينر حجر الزاوية في تحسين نظام الرعاية الطارئة.

## الشهادات والبرامج المرتبطة
- دورة التمريض المتقدم للعناية بالصدمات (ATCN): مخصصة للممرضات المسجلات وتعقد بالتزامن مع دورات ATLS.
- دعم الحياة قبل الصدمة (PHTLS): برنامج مصمم لفنيي الطوارئ الطبية الأساسيين والمستوى المتقدم.
- الدورات الدولية لرعاية الصدمات (ITLS): موجهة لفرق الرعاية الطبية قبل المستشفى.

## تكريم المؤسس
في عام 2013، تم تغيير اسم الجائزة السنوية للخدمة المتميزة في برنامج ATLS إلى “جائزة جيمس ك. ستينر”، تكريمًا لمساهماته في تطوير البرنامج والرعاية الطارئة.

## الأهمية
يُعد برنامج ATLS اليوم معيارًا عالميًا لرعاية الصدمات، وهو دليل على أهمية التعليم والتدريب المستمر لتحسين نتائج المرضى وإنقاذ الأرواح في أكثر المواقف تعقيدًا.